# Idaea palmata
Idaea palmata là một loài bướm đêm trong họ Geometridae.